# 令狐安
令狐安（1946年10月—），男，山西平陆人。中华人民共和国政治人物。大学学历，工程师。现任中国延安精神研究会常务副会长，中共十五大代表，中共十六大、中共十七大列席代表，中国共产党第十五届中央委员，中国共产党第十七届中央纪律检查委员会委员、常委，第九届全国人大代表（云南），第十届全国政协常委。

## 生平
令狐安出生于内蒙古昭乌达盟，而其在山西平陆县的祖籍地已被三门峡水利枢纽淹没。
1965年12月加入中国共产党。1965年至1970年，在北京工业学院学习。其间，1969年至1970年，在首钢迁安铁矿劳动，担任爆破工。1970年8月，自北京工业学院光学仪器系红外线专业毕业，分配到大连历任大连前进机械厂见习技术员、班长、组织科负责人、大连前进机械厂革命委员会副主任兼大连前进机械厂工人大学校长。1977年8月，任大连市机械工业局政治部副主任兼宣传科科长。1978年10月，任共青团大连市委副书记。还曾任大连市人大常委会委员。其间，1982年5月至1982年10月，在中国工业科技管理大连培训中心学习。1982年12月，任大连市仪表电子工业局副局长、党组成员，大连市仪表电子总公司副总经理。1983年8月，任大连市总工会主席、党组书记，大连市体改委副主任。1985年7月，任大连市委常委兼大连市总工会主席、党组书记、大连市副市长。其间，1987年9月至1988年7月，在中央党校培训班学习。
1988年10月，任中华人民共和国劳动部办公厅主任、机关党委书记兼老干部局局长。1989年9月，任中华人民共和国劳动部副部长、党组成员、国家体改委委员。1993年9月至1997年8月，任中共云南省委副书记。其间，1993年9月至1995年9月，兼任中共云南省委政法委书记；1997年3月至1997年5月，在中央党校省部级干部进修班学习。1997年8月起，担任中共云南省委书记。1998年1月起，兼任云南省政协主席。在令狐安担任云南省委书记期间，云南省举办了1999年昆明世界園藝博覽會。
2001年10月，因李嘉廷案调任中华人民共和国审计署副审计长、党组副书记（正部长级）。其间，2003年3月至2003年5月，在中央党校省部级干部进修班学习。2004年12月起，兼任国务院三峡工程建设委员会委员。2007年10月，担任中央纪委常委。
2013年3月，当选第十二届全国人大常委会委员、全国人大常委会华侨委副主任委员。2013年任中央第十巡视组组长，对科技部、中科院等部委开展巡视工作。

## 家庭
父亲李东冶，本名令狐俊文，曾任中共中央书记处工业组组长、鞍钢党委书记兼鞍山市委书记、中华人民共和国冶金工业部部长、党组书记，中共第十二届中央委员、中共中央顾问委员会委员。1946年任冀热辽分局热辽地委副书记兼冀热辽军区热辽军分区副政委。